# Майя, Родригу
Родригу Майя (порт. Rodrigo Maia; род. 12 июня 1970, Сантьяго) — бразильский государственный и политический деятель. Занимал должность председателя Палаты депутатов Бразилии с июля 2016 года по февраль 2021 года. Член Бразильской социал-демократической партии с 2022 года, сын бывшего мэра Рио-де-Жанейро Сесара Майи и пять раз переизбирался конгрессменом до 2023 года когда он решил не баллотироваться на шестой срок в Палате депутатов. Был связан с «Демократами» с 1996 по 2021 год, когда был исключен из партии за критику председателя Антониу Нету.

## Биография
Родился в Чили, где его отец жил в изгнании и был зарегистрирован в бразильском консульстве в Сантьяго. Изучал экономику в Университете Кандидо Мендеса, но не закончил курс.
В 1990 году, прежде чем начать карьеру в политике, работал в Banco BMG, а затем в Banco Icatu. С 1997 по 1998 год был муниципальным секретарём мэра Рио-де-Жанейро.
В апреле 2012 года получил звание гражданина штата Рио-де-Жанейро.
14 июня 2021 года «Национальный исполнительный комитет демократов» принял решение исключить его из партии после конфликта с бывшим председателем Палаты депутатов.

## Личная жизнь
С 2005 года женат на Патрисии Васконселос. Отец четверых детей.

## Операция «Автомойка»
Фигурировал в операции «Автомойка». По данным бразильского еженедельника Epoca, обменивался текстовыми сообщениями с подрядчиком Лео Пинейру из Grupo OAS относительно пожертвований на выборы. 8 февраля 2017 года Jornal Nacional сообщил, что расследование федеральной полиции пришло к выводу о наличии признаков коррупции и отмывания денег. Расследование началось с текстовых сообщений, которыми обменивались Лео Пинейру и Майя. Его обвиняли в оказании «политических услуг» и защите интересов Grupo OAS в Конгрессе в 2013 и 2014 годах. По данным федеральной полиции, он помог Grupo OAS, внеся поправку в правила для региональной авиации. Следователи полагали, что он запросил у подрядчика 1 миллион реалов в качестве пожертвований на избирательную кампанию в 2014 году (эти деньги были официально переданы кампании Сесара Майи, отца Родригу Майи), и что этот перевод был попыткой скрыть реальное происхождение денег. Сам Родригу Майя отрицает какую-либо причастность. Учитывая его положение конгрессмена, решение о начале расследования против него принимала федеральная прокуратура.
В августе 2019 года федеральная полиция Бразилии обнаружила доказательства коррупции и отмывания денег, связанных с Родригу Майей. Федеральная полиция направила материалы расследования в Верховный суд.
Промышленная компания Novonor держала целый отдел для координации выплаты взяток политикам. В ходе операции «Автомойка» офицеры изъяли несколько электронных таблиц, связывающих платежи с псевдонимами. Каждый коррумпированный политик получал прозвище, основанное на физических характеристиках, личной информации, принадлежащих ему автомобилях/лодках, месте происхождения или общих предпочтениях. Прозвище Родригу Майи было «Ботафого», отсылающее к футбольной команде, за которую он болеет.